# Landwirtschaftliche Krankenkasse

Logo der LSV bis 31. Dezember 2012

Die Landwirtschaftliche Krankenkasse (LKK) ist innerhalb der Sozialversicherung für Landwirtschaft, Forsten und Gartenbau (SVLFG) der Träger des Zweiges „Krankenversicherung der Landwirte“ als Teil der gesetzlichen Krankenversicherung (§ 166 SGB V).
Die Durchführung der Versicherung, der Einzug der Beiträge sowie die Gewährung der Leistungen oblag bis zum 31. Dezember 2012 neun selbständigen Landwirtschaftliche Krankenkassen. Der Sitz und die Zuständigkeit richteten sich nach den neun landwirtschaftlichen Berufsgenossenschaften. Seit dem 1. Januar 2013 werden diese Aufgaben von der seinerzeit neu errichteten SVLFG wahrgenommen.
Am 1. Dezember 2019 waren insgesamt 594.850 Personen (1. Oktober 2012: 758.987) in der Landwirtschaftlichen Krankenversicherung versichert. Dabei handelte es sich insbesondere um 144.602 landwirtschaftliche Unternehmer (1. Oktober 2012: 167.358), 18.615 mitarbeitende Familienangehörige (1. Oktober 2012: 21.246), 2.128 freiwillige Mitglieder (1. Oktober 2012: 34.160), 273.447 Altenteiler (1. Oktober 2012: 321.256) und 126.975 beitragsfrei versicherte Familienangehörige (1. Oktober 2012: 209.903) sowie um 1.110 Arbeitslose, 2.614 Studenten, 104 Rehabilitanden und 253 Personen ohne sonstige Absicherung im Krankheitsfalle.

## Geschichte
Bis zur Einführung der Landwirtschaftlichen Krankenversicherung und der damit verbundenen Errichtung der landwirtschaftlichen Krankenkassen war der gesundheitliche Zustand der bäuerlichen Landbevölkerung besorgniserregend schlecht. Grund hierfür war, dass die Absicherung gegen Krankheitsrisiken ausschließlich auf freiwilliger Basis, vornehmlich bei den damaligen Landkrankenkassen, möglich war. Die Beiträge dafür mussten aus dem landwirtschaftlichen Betrieb „abgezogen“ werden, dessen wirtschaftliche Situation dies oftmals nicht zuließ. Insbesondere durch mangelnde Gesundheitsvorsorge bedingt führten schwere Erkrankungen in der Familie teilweise zu existenzbedrohenden Folgen für die landwirtschaftlichen Betriebe. In vielen Fällen waren vor allem viele ehemalige Landwirte, sog. Altenteiler, auf Leistungen der Sozialhilfe angewiesen.
Vor allem, weil der Berufsstand mit den Leistungen der 1957 eingeführten Alterssicherung der Landwirte – insbesondere der Betriebshilfe – durchaus positive Erfahrungen gemacht hatte, war der Weg für eine berufsständische Krankenversicherung der Landwirte geebnet. Mit dem Gesetz zur Weiterentwicklung des Rechts der gesetzlichen Krankenversicherung (Gesetz über die Krankenversicherung der Landwirte – KVLG) wurde die Errichtung des agrarsozialen Sicherungssystems zum 1. Oktober 1972 abgeschlossen. Mit der Gesundheitsreform 1989 wurde die gesetzliche Krankenversicherung der Landwirte parallel zur allgemeinen Krankenversicherung weiterentwickelt; Rechtsgrundlage bildet seither das Zweite Gesetz über die Krankenversicherung der Landwirte (KVLG 1989).
Im Jahr 2025 musste sie als erste Pflegekasse Finanzhilfen aus dem Ausgleichsfonds des Bundesamtes für Soziale Sicherung in Anspruch nehmen.

## Leistungen der landwirtschaftlichen Krankenkasse
Die landwirtschaftliche Krankenkasse (LKK) bietet grundsätzlich denselben umfassenden Versicherungsschutz wie die anderen gesetzlichen Krankenkassen. Neben den vom Gesetzgeber vorgeschriebenen Leistungen hat die LKK außerdem die Möglichkeit, innerhalb eines vom Gesetzgeber im Einzelfall vorgegebenen Rahmens durch ihre Satzung zusätzliche Leistungen vorzusehen.
Die Regelleistungen der landwirtschaftlichen Krankenkasse ergeben sich kraft eines Verweises im KVLG 1989 im Wesentlichen aus dem Fünften Buches Sozialgesetzbuch und werden grundsätzlich nach dem Sachleistungsprinzip erbracht.
Eine Besonderheit der landwirtschaftlichen Krankenversicherung ist u. a., dass sie landwirtschaftlichen Unternehmern kein Krankengeld gewähren können, sondern im Bedarfsfall einen qualifizierten Betriebshelfer zur Aufrechterhaltung des landwirtschaftlichen Betriebs stellen oder eine selbst beschaffte Ersatzkraft vergüten. Im Jahr 2006 wurden über 22.000 solcher Einsätze in landwirtschaftlichen Betrieben durchgeführt.

## Art der Versicherung

### Pflichtversicherung
Landwirtschaftliche Unternehmer und ihre Familienangehörigen sind nach § 19 KVLG 1989 grundsätzlich in der landwirtschaftlichen Krankenversicherung pflichtversichert. Ein Wahlrecht, wie in der allgemeinen Krankenversicherung, besteht nicht. Insbesondere im Hinblick auf die landwirtschaftlichen Unternehmer besteht eine Besonderheit darin, dass sie, anders als sonstige selbständig Erwerbstätige (wie bspw. gewerbliche Unternehmer oder Freiberufler – außer Künstlern und Publizisten im Sinne des Künstlersozialversicherungsgesetzes), im deutschen Sozialversicherungssystem der Sozialversicherungspflicht – und damit auch der Krankenversicherungspflicht – unterliegen.
Versicherungspflicht besteht für folgende Personenkreise:

#### Landwirtschaftliche Unternehmer
Versicherungspflichtiger landwirtschaftlicher Unternehmer im Sinne des Gesetzes über die Krankenversicherung der Landwirte ist, dessen landwirtschaftliches Unternehmen eine bestimmte Mindestgröße – bis zum 31. Dezember 2013 je nach regionalen von Gesetzes wegen zu erlassenden sog. Mindestgrößenbeschlüssen – erreicht bzw. überschreitet. Diese galten für eine Übergangszeit auch weiterhin bis zum 31. Dezember 2013 und orientierten sich am Flächenwert, dem Wirtschaftswert oder – differenziert nach den Kulturarten – an der Flächengröße.
Seit dem 1. Januar 2014 gelten bundesweit einheitliche Mindestgrößen.
Wer aufgrund der ab 2014 geltenden Mindestgrößen aus der Versicherungspflicht ausgeschieden ist (dies schließt die versicherten mitarbeitenden Familienangehörigen sowie die kostenfrei mitversicherten Familienversicherten ein), hat das Recht, sich freiwillig weiter zu versichern.
Um Landwirtschaft in diesem Sinne handelt es sich, wenn in dem Unternehmen Bodenbewirtschaftung durch planmäßige Aufzucht von Bodengewächsen betrieben wird. Dazu zählt z. B. vor allem der klassische Ackerbau, die Bewirtschaftung von Wiesen und Weiden, der Wein- und Gartenbau und auch die Forstwirtschaft, nicht jedoch die reine Tierzucht und -mast ohne damit verbundene Bodenbewirtschaftung. Insoweit deckt sich die gesetzliche Beschreibung nicht gänzlich mit dem, was landläufig unter „Landwirtschaft“ verstanden wird.
Wird ein landwirtschaftliches Unternehmen z. B. in Form einer GbR, OHG, KG, GmbH & Co. KG, GmbH oder eG betrieben, unterliegt ggf. jeder der Beteiligten der Versicherungspflicht als landwirtschaftliche Unternehmer. Insbesondere bei der Beteiligung an einer juristischen Person (z. B. GmbH, eG) müssen allerdings besondere Anforderungen erfüllt sein: Die Mitarbeit darf nicht im Rahmen eines rentenversicherungspflichtigen Beschäftigungsverhältnisses, also nicht als Arbeitnehmer des Betriebes, ausgeübt werden (z. B. als Gesellschafter-Geschäftsführer ohne Sperrminorität).
Die Eheschließung mit einem landwirtschaftlichen Unternehmer führt – entgegen einer weit verbreiteten Ansicht – in aller Regel nicht dazu, dass der Ehegatte nunmehr auch landwirtschaftlicher Unternehmer im Sinne der Krankenversicherung ist. Dies gilt selbst dann, wenn er umfänglich im Betrieb mitarbeitet, es sei denn, diese Mitarbeit erfolgt im Rahmen eines Arbeitsvertrages, denn in dem Falle ist der mitarbeitende Ehegatte nicht mehr als (Mit-)Unternehmer, sondern als Arbeitnehmer einzuordnen.
Maßgeblich ist ebenfalls nicht der Güterstand, in dem die Eheleute leben. Hierfür sieht das Gesetz vor, dass nur der das Unternehmen überwiegend leitende Ehegatte als Unternehmer zu versichern ist; der andere Ehegatte ist regelmäßig in der Familienversicherung kostenfrei mitversichert, wenn und soweit er nicht aus anderen Gründen selbst einer anderweitigen Versicherungspflicht unterliegt (vgl. § 2 Abs. 3 KVLG 1989). Dies ist nicht zu verwechseln mit der eigenständigen Versicherungspflicht der Ehegatten landwirtschaftlicher Unternehmer in der landwirtschaftlichen Alterssicherung, denn dort ist der Ehegatte des landwirtschaftlichen Unternehmers regelmäßig selbst versichert verbunden mit der entsprechenden Beitragspflicht, die eine eigenständige Altersversorgung sicherstellt.

#### Klein- bzw. Kleinstunternehmer
In der landwirtschaftlichen Krankenversicherung sind ggf. auch solche Personen versichert, die die beschriebene Mindestgröße nicht erreichen, aber auch nicht um mehr als die Hälfte unterschreiten. Allerdings besteht nur dann Versicherungspflicht – und damit Versicherungsschutz, wenn keine Einnahmen aus einer Beschäftigung oder selbständigen Tätigkeit erzielt werden, die im Kalenderjahr höher als die Hälfte der jährlichen sog. Bezugsgröße sind.
Seit dem 1. Januar 2016 wird diese Versicherungspflicht durch diejenige als Rentner (Altenteiler) verdrängt, wenn der Rentenanspruch – neben den weiteren Voraussetzungen – durch die Verkleinerung des Unternehmens auf den o. g. Grenzbereich erworben wird, da die so genannte Hofabgabeklausel im ALG entschärft wurde.

#### Mitarbeitende Familienangehörige
Familienangehörige sind ab Vollendung des 15. Lebensjahres versicherungspflichtig in der landwirtschaftlichen Krankenversicherung, sobald deren Arbeitszeit im Unternehmen wöchentlich regelmäßig mehr als 20 Stunden beträgt. Gleichwohl besteht Versicherungspflicht, wenn die regelmäßige Mithilfe im landwirtschaftlichen Betrieb diese Zeitgrenze nicht erreicht, sie aber nicht von untergeordneter wirtschaftlicher Bedeutung ist. Dies ist regelmäßig dann der Fall, wenn die Einnahmen aus dieser Tätigkeit 450 € im Monat überschreiten. Für vorübergehend ausgeübte Beschäftigungen besteht jedoch bei von vornherein auf nicht mehr als zwei Monate (bis 31. Dezember 2014) bzw. drei Monate (ab 1. Januar 2015) eingegangene Arbeitsverhältnisse innerhalb eines Jahres – wie in der allgemeinen Krankenversicherung auch – keine Versicherungspflicht.
Mitarbeitender Familienangehöriger in diesem Sinne ist, wer bis zum dritten Grade verwandt oder bis zum zweiten Grade verschwägert mit dem landwirtschaftlichen Unternehmer oder dessen Ehegatten bzw. eingetragenen Lebenspartner ist. Auch Auszubildende, die im elterlichen Betrieb ausgebildet werden, sind versicherungspflichtig, und zwar unabhängig vom Lebensalter. Wenn sie die sog. „Fremdlehre“ absolvieren gehören sie – wie gewöhnliche Arbeitnehmer bzw. Auszubildende – als versicherungspflichtige Mitglieder einer allgemeinen Krankenkasse an.
Die Ehegatten oder eingetragene Lebenspartner landwirtschaftlicher Unternehmer, die am Unternehmen nicht beteiligt sind und gleichwohl dort regelmäßig im Rahmen eines Beschäftigungsverhältnisses mitarbeiten, haben einen Sonderstatus: Sie sind mangels Verwandtschaft oder Schwägerschaft mit dem Unternehmer nicht „mitarbeitende Familienangehörige“ im eigentlichen Sinne. Sie sind aber versicherungsrechtlich den mitarbeitenden Familienangehörigen gleichgestellt, wenn sie bei dem Unternehmerehegatten in einem regulären Beschäftigungsverhältnis stehen und ein Arbeitsentgelt in Höhe von mehr als 450 € erhalten. Damit ist sichergestellt, dass ggf. die gesamte landwirtschaftliche Familie in der LKV versichert ist.
Ehemalige landwirtschaftliche Unternehmer, die nach Abgabe des Unternehmens an den Hofnachfolger dort weiterhin tätig sind, sind nur dann versicherungspflichtig, wenn sie nicht bereits eine Rente beziehen, also (noch) nicht aus dem Erwerbsleben ausgeschieden sind; sie sind dann regelmäßig als sog. Altenteiler – oder bei entspr. Vorversicherungszeit und Beitragszahlung als Rentner in der KVdR – pflichtversichert.
Seit dem 1. Januar 2015 ist bei der Beurteilung der Versicherungspflicht das Mindestlohngesetz zu beachten: Ob es sich bei den Zahlungen um Arbeitsentgelt handelt oder nicht hängt seither davon ab, ob der Mindestlohn gezahlt wird. Der monatliche Zahlbetrag ist somit nicht mehr allein entscheidend.

#### Empfänger einer Rente aus der Alterssicherung der Landwirte
Landwirte, die die Wartezeit für eine Rente in der landwirtschaftlichen Alterskasse (regelmäßig 15 Jahre) erfüllen, die Beiträge entrichtet sowie bei Erreichen der Altersgrenze oder Erwerbsminderung das Unternehmen dauerhaft abgegeben haben, erhalten auf Antrag eine Rente nach dem Gesetz über die Alterssicherung der Landwirte (ALG) und sind zunächst aufgrund der Antragsstellung sowie anschließend aufgrund des Bezuges dieser Rente pflichtversichert in der landwirtschaftlichen Krankenversicherung, wenn und soweit sie nicht aufgrund anderer Vorschriften vorrangig beispielsweise wegen eines Beschäftigungsverhältnisses oder des Bezuges einer Rente aus der allgemeinen Rentenversicherung versichert sind. Gleiches gilt für ehemalige mitarbeitende Familienangehörige und Ehegatten von Landwirten, die eine Rente der Alterskasse erhalten. Auch die Bezieher von Hinterbliebenenleistungen aus der Alterssicherung der Landwirte sind versicherungs- und beitragspflichtig. Zur Versicherungskonkurrenz bei Bezug einer weiteren Rente von der Deutschen Rentenversicherung sh. unten.
Bei Bezug einer Rente nach Wegfall der sogenannten „Hofabgabeverpflichtung“ kommt es nicht zur vergleichsweise kostengünstigen Krankenversicherung als Rentenbezieher, da weiterhin der landwirtschaftliche Betrieb bewirtschaftet wird. Die Versicherungs- und damit verbundene Beitragspflicht als Landwirt ist vorrangig, es sind neben den nunmehr zusätzlich anfallenden Beiträgen aus der Rente die Beiträge als aktiver landwirtschaftlicher Unternehmer weiterhin zu entrichten.

#### Sonstige versicherungspflichtige Personenkreise
Arbeitslosengeldbezieher, die im Zeitpunkt der Beantragung des Arbeitslosengeldes bei der LKK versichert waren, bleiben dort pflichtversichert. Studenten, die nicht familienversichert sind und zuletzt bei der LKK versichert waren, können wählen, ob die LKK die Pflichtversicherung durchführen soll. Alternativ können sie in die allgemeine Krankenversicherung wechseln oder sich auf Antrag von der Versicherungspflicht befreien lassen, wenn sie einen entsprechenden privaten Krankenversicherungsschutz nachweisen.

#### Obligatorische Anschlussversicherung
Personen, die aus der Versicherung ausscheiden oder bspw. aus dem außereuropäischen Ausland zurückkehren und keinen anderweitigen Anspruch auf Absicherung im Krankheitsfall haben (bspw. als versicherungspflichtige oder freiwillige Mitglieder der gesetzlichen Krankenversicherung oder im Rahmen der Familienversicherung) oder nicht durch einen privaten Versicherungsvertrag für den Fall der Krankheit vergleichbar geschützt sind und zuletzt in der LKV versichert waren, sind in der LKV kraft Gesetzes Pflichtmitglieder. Diese Personen sind verpflichtet, sich dort anzumelden.

#### Vorrangversicherung in der allgemeinen Krankenversicherung / Versicherungsausschluss
Die Krankenversicherung nach den berufsständischen Regeln des KVLG 1989 tritt in vielen Fällen hinter die allgemeinen Vorschriften des SGB V, nach denen die weit überwiegende Anzahl der Bevölkerung versichert ist, zurück.
Dies gilt in erster Linie für Landwirte, die ihren landwirtschaftlichen Betrieb im Nebenerwerb bewirtschaften, also solche, die hauptberuflich einer Erwerbstätigkeit als Arbeitnehmer im gewerblichen Bereich (z. B. in der Industrie, einem Handwerksbetrieb oder in der Verwaltung) nachgehen. Von einer hauptberuflichen Tätigkeit als Arbeitnehmer ist u. a. dann auszugehen, wenn die Beschäftigung regelmäßig an mindestens 18 Stunden in der Woche ausgeübt und dabei im Jahr 2011 ein Arbeitsentgelt i.H.v. mehr als 1.277,50 € (West) bzw. 1.085,00 € (Ost) im Monat erzielt wird und das Arbeitseinkommen aus dem landwirtschaftlichen Betrieb die Einkünfte als Arbeitnehmer nicht übersteigt. Der Landwirt ist dann bei einer nicht-landwirtschaftlichen Krankenkasse seiner Wahl (AOK, IKK, BKK; etc.) versichert. Die Anmeldung muss der Arbeitgeber nach Wahl des Arbeitnehmers vornehmen.
Ist der Landwirt jedoch lediglich saisonal im Nebenerwerb beschäftigt (maximal 26 Wochen), so verbleibt es bei der Zuständigkeit der LKK, um wiederkehrende Kassenwechsel zu vermeiden. Der Arbeitgeber muss seinen Beitrag nach den Regeln der allgemeinen Krankenversicherung zusammen mit den Beiträgen zur Renten- und Arbeitslosenversicherung an die LKK abführen.
Mitarbeitende Familienangehörige im oben beschriebenen Sinn sind dagegen immer bei der für sie zuständigen LKK versichert, selbst wenn sie als Hauptberuf eine Beschäftigung außerhalb der Landwirtschaft ausüben. Die landwirtschaftliche Krankenkasse erhebt dann Beiträge aus dieser Zweitbeschäftigung nach den Regularien der allgemeinen Krankenversicherung, also Arbeitnehmer- und Arbeitgeberbeiträge wie in jedem anderen Beschäftigungsverhältnis, im sog. Lohnabzugsverfahren.
Anders ist es dagegen, wenn ein Landwirt noch eine weitere selbständige Tätigkeit in Form eines freien Berufs oder eines Gewerbebetriebs ausübt. Dann ist zu klären, ob die betreffende Person als Landwirt in der landwirtschaftlichen Krankenversicherung versichert ist oder keinem Versicherungszwang (keiner Versicherungspflicht) unterliegt. Auch dies hängt davon ab, welche seiner Tätigkeiten er hauptberuflich ausübt. Maßstäbe für diese Beurteilung sind u. a. der jeweilige Zeitaufwand und das jeweilige Arbeitseinkommen in beiden Tätigkeiten. Dabei ist die nichtlandwirtschaftliche Tätigkeit dann Hauptberuf der betreffenden Person, wenn in dieser sowohl die regelmäßige Arbeitszeit als auch das Arbeitseinkommen um mindestens 20 % höher ausfallen als in der Tätigkeit als Landwirt. Unter diesen Umständen muss sich der Betreffende ggf. privat versichern.
Bei mitarbeitenden Familienangehörigen, die zugleich eine selbständige Tätigkeit ausüben, ist die Entscheidung allein von der wirtschaftlichen Komponente abhängig. Bei diesen Personen ist die selbständige Tätigkeit dann Hauptberuf, wenn sie in ihr – im Vergleich zu den Einkünften in der Landwirtschaft – ein Arbeitseinkommen von 20 % oder mehr erzielen.
Bei diesen und allen weiteren Personengruppen, die dem Grunde nach zum versicherten Personenkreis des KVLG 1989 in der LKV zählen, hat nur die landwirtschaftliche Krankenkasse anhand feststehender Kriterien mit Hilfe konkreter Fakten und Zahlen über die jeweilige Hauptberuflichkeit zu entscheiden.
Eine weitere sog. Versicherungskonkurrenz kann im Rentenalter auftreten, wenn zugleich eine Rente aus der Alterssicherung der Landwirte und von der Deutschen Rentenversicherung bezogen wird: Hier hängt die Kassenzuständigkeit im Wesentlichen von der Erfüllung bestimmter Vorversicherungszeiten im jeweiligen System ab. Vereinfacht ausgedrückt gehört man dem System an, in dem man unmittelbar vor der Rentenantragstellung überwiegend versichert war, wobei zunächst der Zeitpunkt der Rentenantragstellung den Ausschlag gibt: Für die Mitgliedschaft als Rentenantragsteller (die Zeit vor Bewilligung der Rente) ist der Teil der gesetzlichen Krankenversicherung zuständig, in dessen Zuständigkeit der Rentenantrag zuerst gestellt wurde. Nach Bewilligung der Renten kann somit ein Kassenwechsel erfolgen, wenn die Vorversicherungszeiten dies erfordern.

### Familienversicherung
Auch die Familienangehörigen eines Mitglieds der landwirtschaftlichen Krankenversicherung wie z. B. die eines versicherten landwirtschaftlichen Unternehmers oder mitarbeitenden Familienangehörigen sind im Rahmen der Familienversicherung bei der LKK versichert. Familienangehörige in diesem Sinn sind in erster Linie der Ehegatte bzw. der eingetragene Lebenspartner des Unternehmers und seine Kinder. Den leiblichen Kindern sind dabei Stiefkinder und Enkel gleichgestellt, wenn sie mit dem Mitglied in einem gemeinsamen Haushalt leben und deren Lebensunterhalt überwiegend vom Mitglied bestritten wird. Familienversichert sind schließlich auch die Kinder von familienversicherten Kindern. Dies ist z. B. dann der Fall, wenn das Kind eines landwirtschaftlichen Unternehmers aufgrund eines Studiums selbst familienversichert ist und seinerseits Nachkommen hat.
Neben einer Mehrzahl von Zugangsvoraussetzungen zur Familienversicherung sind bei Kindern und den ihnen gleichgestellten Personen Altersgrenzen zu berücksichtigen: Nicht erwerbstätige Kinder können bis zur Vollendung des 23. Lebensjahres familienversichert sein. Sollten sie sich in Schul- oder Berufsausbildung, wie z. B. einer Fachoberschulausbildung oder einem Studium, befinden, wird die Familienversicherung bis zum 25. Lebensjahr fortgeführt. Eine Berufsausbildung i. S. d. BBiG führt jedoch regelmäßig zu einer eigenständigen Versicherungspflicht, welche wiederum die Familienversicherung ausschließt. Wehr- und Zivildienstzeiten führen zu einer entsprechenden Verlängerung, da die Erfüllung dieser Dienstpflichten ihnen nicht zum Nachteil gereichen soll.
In allen Fällen ist zu berücksichtigen, dass eine Familienversicherung nur in Betracht kommt, wenn das monatliche Gesamteinkommen des Familienangehörigen den Betrag von 425,00 € (2017) nicht überschreitet. Für geringfügig Beschäftigte (Minijobber) beträgt das zulässige Gesamteinkommen einschließlich sonstiger anrechenbarer Einnahmen 450,00 € im Monat.
Bei Ehegatten, die beide (Mit)Unternehmer desselben Betriebes – aufgrund einer Gütergemeinschaft oder Beteiligung an einer Gesellschaft – sind bzw. bei Ehegatten, die als mitarbeitende Familienangehörige in demselben Unternehmen arbeiten, ist nur jeweils ein Ehegatte als Landwirt bzw. mitarbeitender Familienangehöriger versicherungspflichtig. Dem jeweils anderen Ehegatten steht die kostenfreie Familienversicherung offen. Nach § 7 Abs. 1 Satz 3 KVLG 1989 bleibt dabei dessen Arbeitseinkommen aus dem gemeinsam betriebenen landwirtschaftlichen Unternehmen bzw. das Arbeitsentgelt aus der Tätigkeit als mitarbeitender Familienangehörige/mitarbeitende Familienangehörige bei der Ermittlung des Gesamteinkommens außer Betracht. Wenn und soweit eine Versicherungspflicht nach anderen Vorschriften besteht (weitere Beschäftigung, Rentenbezug pp.), ist die kostenfreie Familienversicherung jedoch ausgeschlossen.

### Freiwillige Versicherung
Bei Personen, deren Versicherung z. B. wegen Aufgabe der Tätigkeit als Landwirt oder Wegfall der Familienversicherung endet und kein anderweitiger Versicherungsschutz durch eine Versicherungspflicht besteht, führt die landwirtschaftliche Krankenkasse die bisherige Pflichtmitgliedschaft im Regelfall als freiwillige Mitgliedschaft fort. Allerdings hat ein solches Mitglied binnen zwei Wochen die Möglichkeit, zu kündigen und – bei Nachweis eines anderweitigen Krankenversicherungsschutzes – z. B. in die private Krankenversicherung zu wechseln.

## Beiträge zur LKV

### Landwirtschaftliche Unternehmer
Die SVLFG hat in ihrer Satzung kraft Gesetzes 20 Beitragsklassen festgelegt. Die Zuordnung zu einer der Beitragsklassen erfolgte bis 2012 durch einen von der regionalen LKK festgelegten Beitragsmaßstab, welcher auch für das Jahr 2013 weitergalt. Seit 2014 gilt ein bundesweit einheitlicher Beitragsmaßstab, die Beiträge selbst wurden – um Härten zu vermeiden – bis 2017 (einschließlich) schrittweise angeglichen.
Bis zum Jahre 2013 war der Maßstab regional unterschiedlich nach dem Wirtschaftswert des Unternehmens, dem Arbeitsbedarf oder einem anderen angemessenen Maßstab, wie z. B. dem Flächenwert, festgesetzt. Seit dem 1. Januar 2014 ist es der sog. korrigierte Flächenwert. Dieser Einkommensersatzmaßstab wird ermittelt, indem der durchschnittliche Hektarwert der Gemeinde des Betriebssitzes mit den bewirtschafteten Flächen nach Kulturarten differenziert sowie mit einem Korrekturfaktor aus der Arbeitseinkommensverordnung Landwirtschaft (AELV) multipliziert wird. Bei bestimmten Kulturarten erfolgt eine weitere Angleichung durch Multiplikatoren. Für Forst gilt einheitlich ein Wert von 150,- DM/ha, der in EUR umgerechnet wird.
Das Ergebnis dieser Berechnung ist der o. g. korrigierte Flächenwert des landwirtschaftlichen Unternehmens und dient der Zuordnung zu der entsprechenden Beitragsklasse.
Der Unternehmer hat den sich je nach Beitragsklasse ergebenden Beitrag selbst zu tragen und zu zahlen.
Da eine „Ad-hoc-Umstellung“ der regionalen Beitragsmaßstäbe auf den seit 2014 geltenden, einheitlichen Beitragsmaßstab zu unangemessenen Härten hätte führen können, hat der Gesetzgeber für einen Übergangszeitraum bis 2017 (einschließlich) vorgegeben, den Beitrag stufenweise anzugleichen, und zwar sowohl bei Erhöhungen als auch bei Senkungen.
Dies erfolgte, in dem der zuletzt im Dezember 2013 maßgebliche Beitrag ins Verhältnis zum einen fiktiven, nach dem neuen einheitlichen Beitragsmaßstab zu zahlenden Beitrag für Dezember 2013 gesetzt wurde. Die prozentuale Abweichung wurde auf den Übergangszeitraum umgelegt (fixer Angleichungssatz) und der tatsächlich zu entrichtende Beitrag hieraus Jahr für Jahr neu ermittelt.
Diese Modalitäten galten nur für Landwirte (und deren mitarbeitende Familienangehörige), die im Dezember 2013 zum versicherten Personenkreis gehörten. Wer danach versicherungspflichtig wurde, wird nach den ab 1. Januar 2014 geltenden Satzungsregelungen veranlagt.
Übt der landwirtschaftliche Unternehmer neben seiner Tätigkeit als Landwirt saisonal befristet für längstens 26 Wochen eine grundsätzlich in der allgemeinen Krankenversicherung versicherungspflichtige Beschäftigung als Arbeitnehmer aus (siehe oben), bleibt er gleichwohl Mitglied der LKK. Der Arbeitgeber muss jedoch den – wie ohne die landwirtschaftliche Unternehmertätigkeit auch – zu entrichtenden Arbeitgeberanteil aus dem Entgelt an die LKK abführen.
Bezieht der Landwirt daneben eine Rente der Deutschen Rentenversicherung oder Versorgungsbezüge, wie z. B. eine Pension als ehemaliger Beamter, eine Versorgung aus einer Einrichtung für Angehörige freier Berufe (Versorgungswerke der Ärzte, Apotheker etc.) oder eine Betriebsrente oder außerlandwirtschaftliches Arbeitseinkommen aus einer selbständigen Tätigkeit, so sind auch diese Einkünfte beitragspflichtig. Arbeitseinkommen unterliegt allerdings nur der Beitragspflicht, wenn es neben einer Rente der Deutschen Rentenversicherung oder neben einem der genannten Versorgungsbezüge erzielt wird. Hierbei gilt wie in der allgemeinen Krankenversicherung die Beitragsbemessungsgrenze.

### Mitarbeitende Familienangehörige
Für mitarbeitende Familienangehörige, die das 18. Lebensjahr vollendet haben, beträgt der Beitrag zur landwirtschaftlichen Krankenversicherung grundsätzlich die Hälfte des Unternehmerbeitrags. Der Unternehmer hat diesen Beitrag allein zu tragen, es gibt keinen 'Arbeitnehmeranteil'.
Aufgrund der beitragsrechtlichen Übergangsregelungen ab 1. Januar 2014 kann der Beitrag von der Hälfte des Unternehmerbeitrages abweichen, wenn z. B. die Tätigkeit nach dem 31. Dezember 2013 aufgenommen wurde. Dann gilt als Ausgangswert der echte Unternehmerbeitrag ohne Berücksichtigung der Übergangsvorschriften.
Für die Beiträge in der Renten- und Arbeitslosenversicherung gelten die üblichen Regelungen bzgl. Arbeitnehmer-/Arbeitgeberanteil und das Lohnabzugsverfahren.
Für minderjährige mitarbeitende Familienangehörige sowie Auszubildende (unabhängig vom Lebensalter) ist die Hälfte des Beitrages der volljährigen mitarbeitenden Familienangehörigen zu entrichten.
Übt der mitarbeitende Familienangehörige daneben eine weitere sozialversicherungspflichtige Beschäftigung aus, so sind Krankenversicherungsbeiträge nach den Regeln der allgemeinen Krankenversicherung und Beiträge zur Renten- und Arbeitslosenversicherung (Arbeitnehmer- und Arbeitgeberanteile im Lohnabzugsverfahren) an die LKK abzuführen.
Werden daneben Renten oder Versorgungsbezüge (siehe oben) bezogen, so sind diese – wie in der allgemeinen Krankenversicherung auch – ebenfalls beitragspflichtig bis zur Beitragsbemessungsgrenze. Dies gilt auch für neben einer Rente oder eines Versorgungsbezuges erzieltes Arbeitseinkommen aus einer selbständigen Erwerbstätigkeit.

### Empfänger einer Rente aus der Alterssicherung der Landwirte
Auch eine Rente aus der Alterssicherung der Landwirte unterliegt der Beitragspflicht. Sonstige Einkünfte, wie Renten aus der gesetzlichen Rentenversicherung, Versorgungsbezüge (rentenähnliche Einnahmen, wie z. B. eben die Rente aus der Alterssicherung der Landwirte oder Betriebsrenten, Pensionen pp.) oder ggf. außerlandwirtschaftliches Arbeitseinkommen – wenn es neben einer Rente der gesetzlichen Rentenversicherung oder einem Versorgungsbezug erzielt wird – werden ebenfalls der Beitragsbemessung zugrunde gelegt. Kapitalabfindungen werden fiktiv auf 120 Monate (10 Jahre) umgelegt.

### Freiwillig Versicherte, Antragsteller auf eine Rente aus der Alterssicherung der Landwirte und bisher Nichtversicherte/obligatorische Anschlussversicherung
Grundlage für die Zuordnung zu einer der für diese Versichertengruppen ebenfalls in der Satzung der SVLFG festgelegten 20 Beitragsklassen sind die Einnahmen zum Lebensunterhalt. Das sind sämtliche Einnahmen, die zum Lebensunterhalt verbraucht werden oder verbraucht werden könnten; insbesondere zählen hierzu neben Arbeitsentgelt und Arbeitseinkommen u. a. auch Einnahmen aus Vermietung und Verpachtung oder Kapitalerträge. Maßgeblich ist grundsätzlich der letzte Steuerbescheid, den der Versicherte als Nachweis vorzulegen hat. Erfolgt ein derartiger Einkommensnachweis nicht, so werden die Einnahmen von Amts wegen in Höhe der Beitragsbemessungsgrenze geschätzt.

### Pflegeversicherung
Neben den Beiträgen zur Krankenversicherung sind auch Beiträge zur Pflegeversicherung zu entrichten. Die LKK'n erheben hierzu einen prozentualen Zuschlag zum Krankenversicherungsbeitrag bei den Unternehmern und für die mitarbeitenden Familienangehörigen. Bei den anderen versicherten Personenkreisen wird der Pflegeversicherungsbeitrag nach den üblichen Beitragssätzen z. B. aus den Renten erhoben.

## Organisation

### Selbstverwaltung
Die landwirtschaftlichen Krankenkassen waren Körperschaften des öffentlichen Rechts mit Selbstverwaltung. Ihre Aufgaben wurden von den Selbstverwaltungsorganen, d. h. der Vertreterversammlung und dem Vorstand, wahrgenommen. Diese setzten sich jeweils aus gewählten Vertretern des Berufsstandes der Unternehmer, der Arbeitgeber und der Arbeitnehmer zusammen. Die laufenden Verwaltungsgeschäfte wurden von einem Geschäftsführer, seinem Vertreter (zeichnet i. d. R. „i. V.“) und den Mitarbeitern der Krankenkasse (zeichnen i. d. R. „i. A.“) durchgeführt. Im Frühjahr 2013 konstituiert sich die neue Selbstverwaltung der SVLFG; sie steckt die Rahmenbedingungen ab, welche die Verwaltung umzusetzen hat. Die Geschäftsführung besteht nunmehr kraft Gesetzes aus drei Personen, so dass es einer Vertretungsregelung nicht mehr bedarf.

### Ehemalige Landwirtschaftliche Krankenkassen und jetzige Geschäftsstellen (GSt.)
- GSt. Kiel, LKK Schleswig-Holstein und Hamburg (zuletzt 49.195 Versicherte)
- GSt. Hoppegarten, LKK Mittel- und Ostdeutschland (zuletzt 27.467 Versicherte)
- GSt. Hannover, LKK Niedersachsen-Bremen (zuletzt 134.844 Versicherte)
- GSt. Münster, LKK Nordrhein-Westfalen (zuletzt 98.817 Versicherte)
- GSt. Darmstadt, LKK Hessen, Rheinland-Pfalz und Saarland (zuletzt 93.793 Versicherte)
- GSt. Stuttgart, LKK Baden-Württemberg (zuletzt 91.166 Versicherte)
- GSt. Bayreuth, LKK Franken und Oberbayern (zuletzt 128.831 Versicherte)
- GSt. Landshut, LKK Niederbayern/Oberpfalz und Schwaben (zuletzt 117.087 Versicherte)
- Hauptverw. Kassel, Krankenkasse für den Gartenbau (zuletzt 52.501 Versicherte)

## Bildergalerie

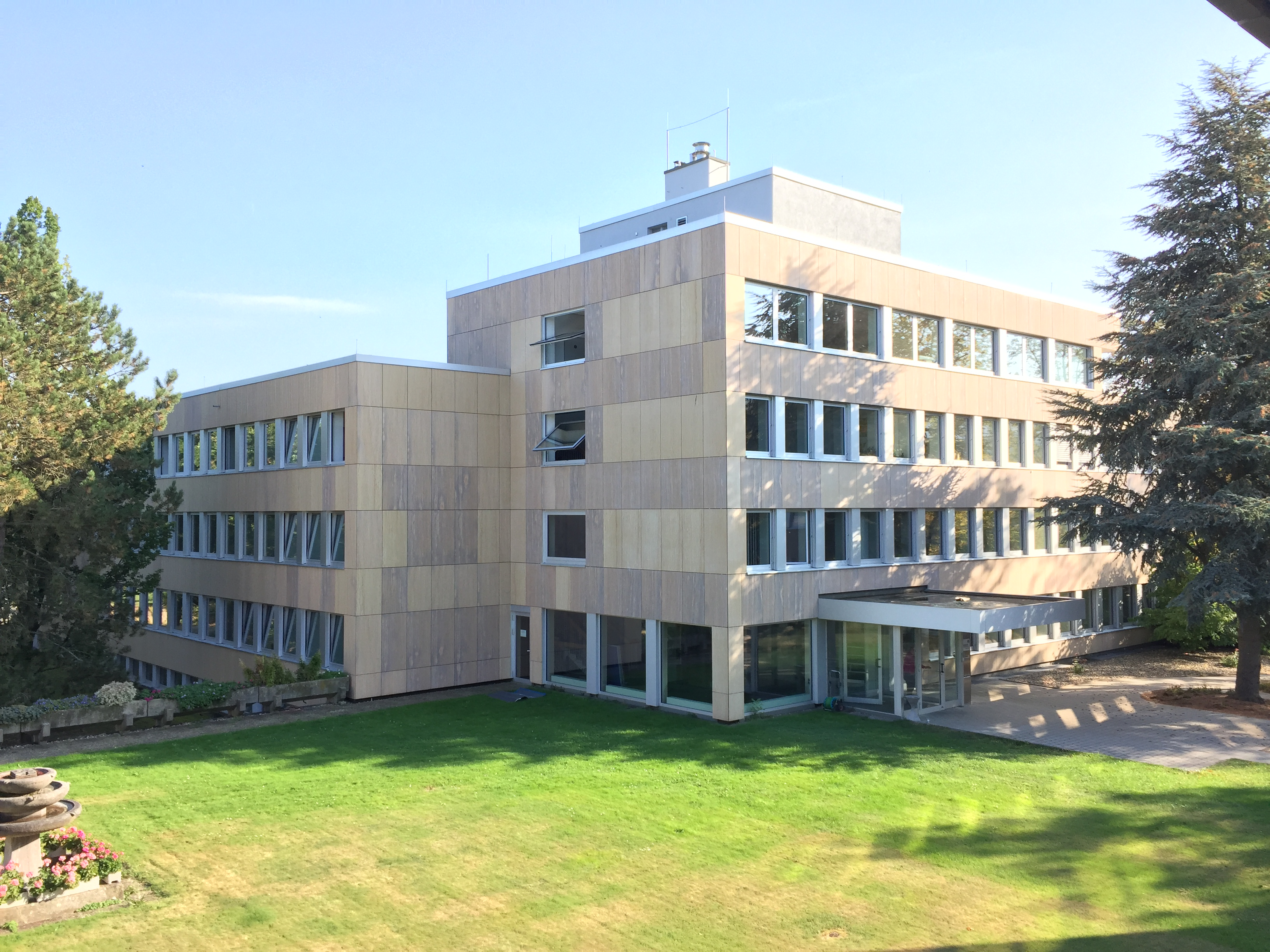
Hauptverwaltung in Kassel
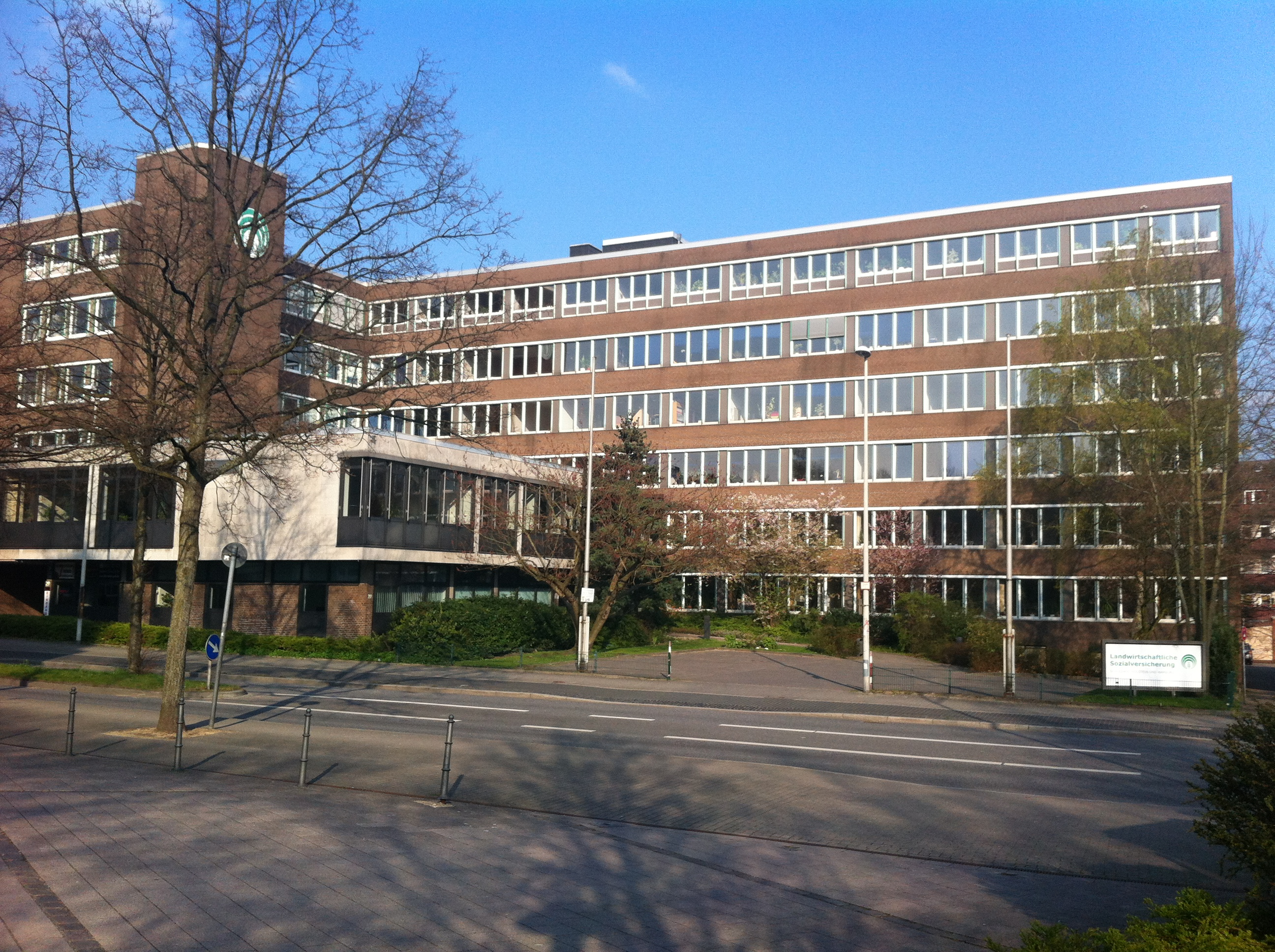
Geschäftsstelle in Kiel
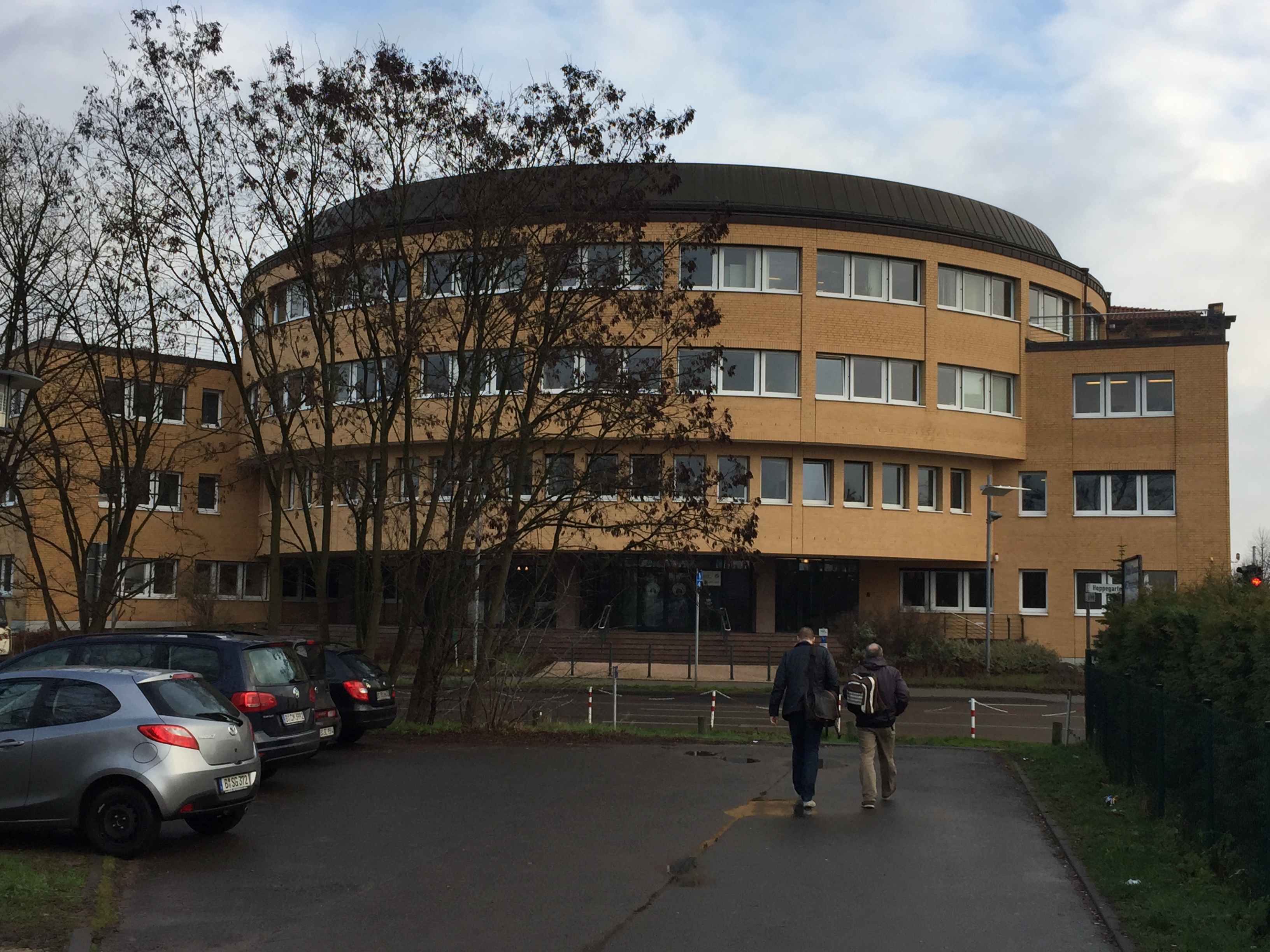
Geschäftsstelle in Hoppegarten
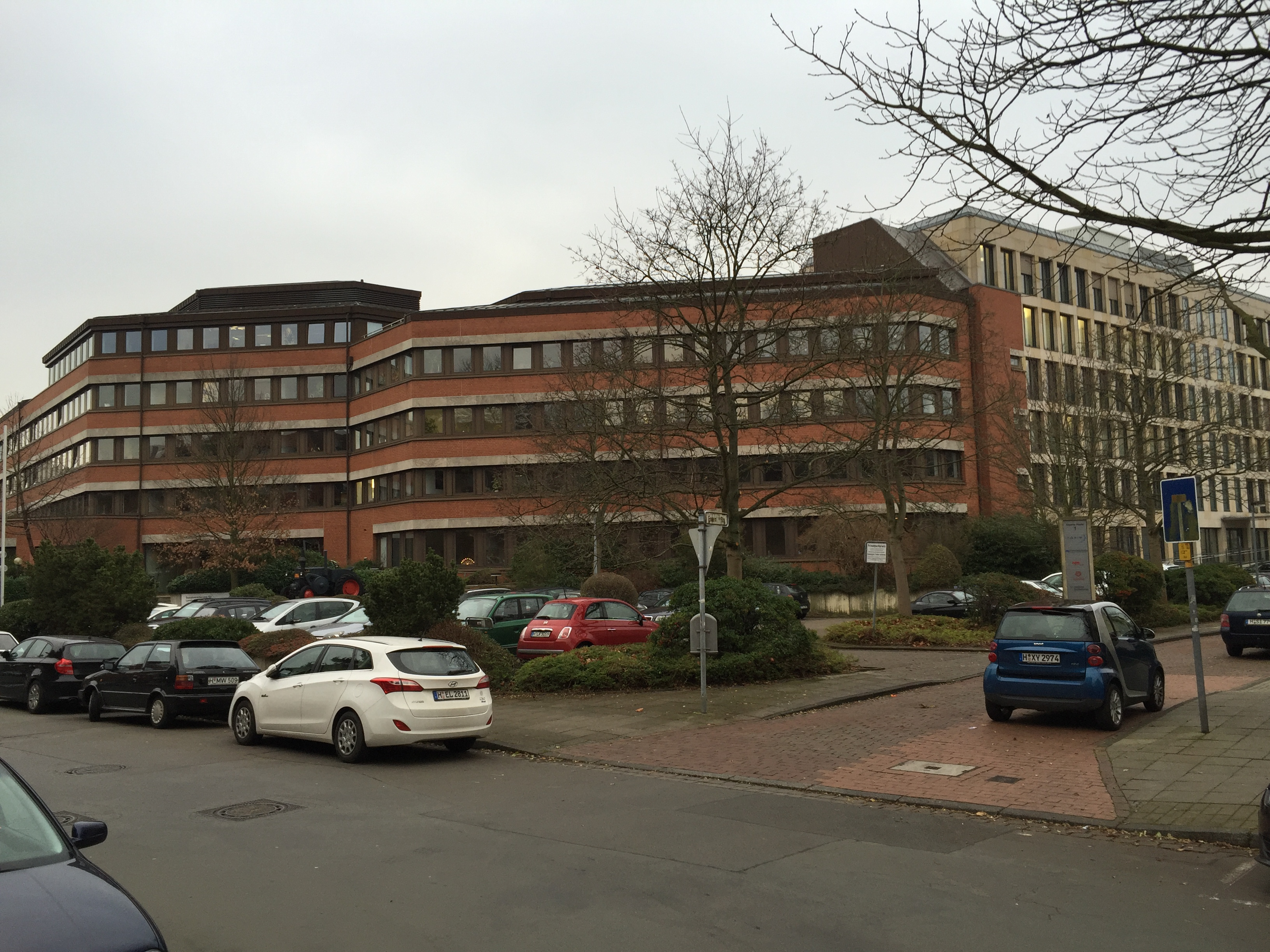
Geschäftsstelle in Hannover
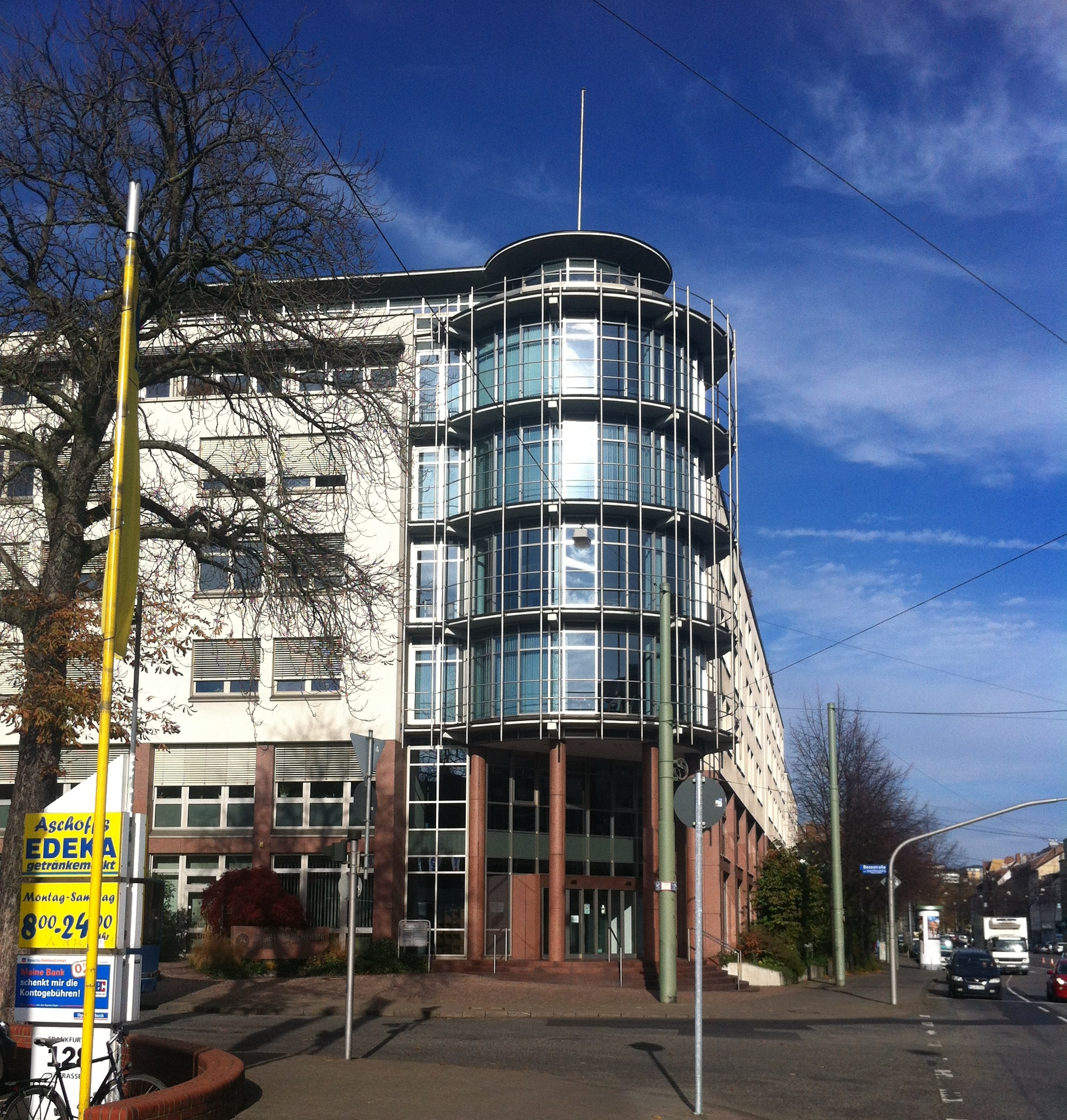
Geschäftsstelle in Kassel

### Die LKKn im Strukturwandel
Die LKKn sind durch den Strukturwandel in der Landwirtschaft direkt betroffen. In den Jahren 1990 bis 2009 sank die Zahl der versicherten Personen von 1.342.323 auf ca. 850.000 und betrug am 1. September 2017 noch 645.699. Sowohl auf politischer Ebene als auch in den Reihen des Berufsstandes und den Selbstverwaltungsgremien der Landwirtschaftlichen Sozialversicherung (LSV) fiel daher die Entscheidung, die Organisationsstruktur der LSV weiter zu straffen.
Aufgrund des LSV-Modernisierungsgesetzes (LSVMG) vom 21. Dezember 2007 sind der bisherige
- Bundesverband der landwirtschaftlichen Berufsgenossenschaften
- Bundesverband der landwirtschaftlichen Krankenkassen
- Gesamtverband der landwirtschaftlichen Alterskassen

in den zum 1. Januar 2009 errichteten „Spitzenverband der landwirtschaftlichen Sozialversicherung“ (LSV-SpV) eingegliedert worden. Mitglieder dieses SpV waren sämtliche LBGen, LAKn und LKKn. Trotz weiterer Eigenständigkeit dieser Versicherungsträger bei der Durchführung ihrer Verwaltungsaufgaben ergab sich jedoch zunehmend eine Verlagerung von Grundsatz- und Querschnittsaufgaben auf Spitzenverbandsebene.
Seit dem 28. September 2011 lag ein Referentenentwurf und seit dem 2. November 2011 ein Regierungsentwurf eines Gesetzes zur Neuordnung der Organisation der landwirtschaftlichen Sozialversicherung (LSV-NOG) vor, der die Bildung einer bundesunmittelbaren Körperschaft des öffentlichen Rechts vorsah, in der die einzelnen Träger sowie der Spitzenverband ab 1. Januar 2013 eingegliedert werden sollten. Umgesetzt werden sollte diese mit der Auflösung der bisherigen Träger und des Spitzenverbandes einhergehende Eingliederung in einem Übergangszeitraum bis zum 31. Dezember 2017. Der neue Sozialversicherungsträger trägt den Namen Sozialversicherung für Landwirtschaft, Forsten und Gartenbau. Am 2. März 2012 hat das Gesetz ohne Anrufung des Vermittlungsausschusses den Bundesrat passiert und wurde am 18. April 2012 im Bundesgesetzblatt veröffentlicht (BGBl. I S. 579).
Die SVLFG hat am 1. Januar 2013 ihre Arbeit aufgenommen. In Angelegenheiten der Krankenversicherung firmiert sie weiterhin unter Landwirtschaftliche Krankenkasse (LKK) als Teil der gesetzlichen Krankenversicherung – nicht, wie fälschlicherweise häufig zitiert, neben der gesetzlichen Krankenversicherung.

## Entwicklung der Anzahl der LKKn
Grafik
Nachfolgende Grafik zeigt die Minderung der Anzahl der LKKen von 1995 bis 2025: